# Kommunalwahlen im Saarland 1979
Die Kommunalwahlen im Saarland 1979 fanden am 10. Mai 1979 gemeinsam mit der Europawahl in Deutschland 1979 statt. Gewählt wurden die Gemeinde- und Kreisräte.

## Wahlergebnisse
Die Wahl ergab folgende Ergebnisse:
| Wahl              | Wahlberechtigte | Abgegebene Stimmen | Wahlbeteiligung | Gültige Stimmen |
| ----------------- | --------------- | ------------------ | --------------- | --------------- |
| Gemeindewahl 1979 | 820.646         | 666.970            | 81,3 %          | 652.431         |
| Gemeindewahl 1974 | 797.809         | 669.468            | 83,9 %          | 656.917         |
| Kreiswahl 1979    | 821.566         | 668.254            | 81,3 %          | 654.329         |
| Kreiswahl 1974    | 799.105         | 670.100            | 83,9 %          | 657.868         |

Die Stimmen verteilten sich wie folgt auf die Parteien:
| Wahl              | CDU              | SPD              | FDP            | DKP            | NPD            | Wählergruppen  | Sonstige      |
| ----------------- | ---------------- | ---------------- | -------------- | -------------- | -------------- | -------------- | ------------- |
| Gemeindewahl 1979 | 292.369 (44,8 %) | 289.901 (44,4 %) | 43.725 (6,7 %) | unter Sonstige | unter Sonstige | 19.072 (2,9 %) | 7.364 (1,1 %) |
| Gemeindewahl 1974 | 322.007 (49,0 %) | 245.823 (37,4 %) | 46.168 (7,0 %) | 11.086 (1,7 %) | 2.714 (0,4 %)  | 29.119 (4,5 %) | ./.           |
| Kreiswahl 1979    | 299.436 (45,8 %) | 295.561 (45,2 %) | 42.611 (6,5 %) | unter Sonstige | unter Sonstige | 8.409 (1,3 %)  | 8.312 (1,3 %) |
| Kreiswahl 1974    | 331.475 (50,4 %) | 245.647 (37,3 %) | 48.741 (7,4 %) | 12.558 (1,9 %) | 6.768 (1,0 %)  | 1.679 (1,9 %). | /.            |